# Szkody
Szkody [ˈʂkɔdɨ] (deutsch Skodden, 1938 bis 1945 Schoden (Ostpr.)) ist ein Dorf in der polnischen Woiwodschaft Ermland-Masuren. Es gehört zur Gmina Biała Piska (Stadt- und Landgemeinde Bialla (1938 bis 1945 Gehlenburg)) im Powiat Piski (Kreis Johannisburg).

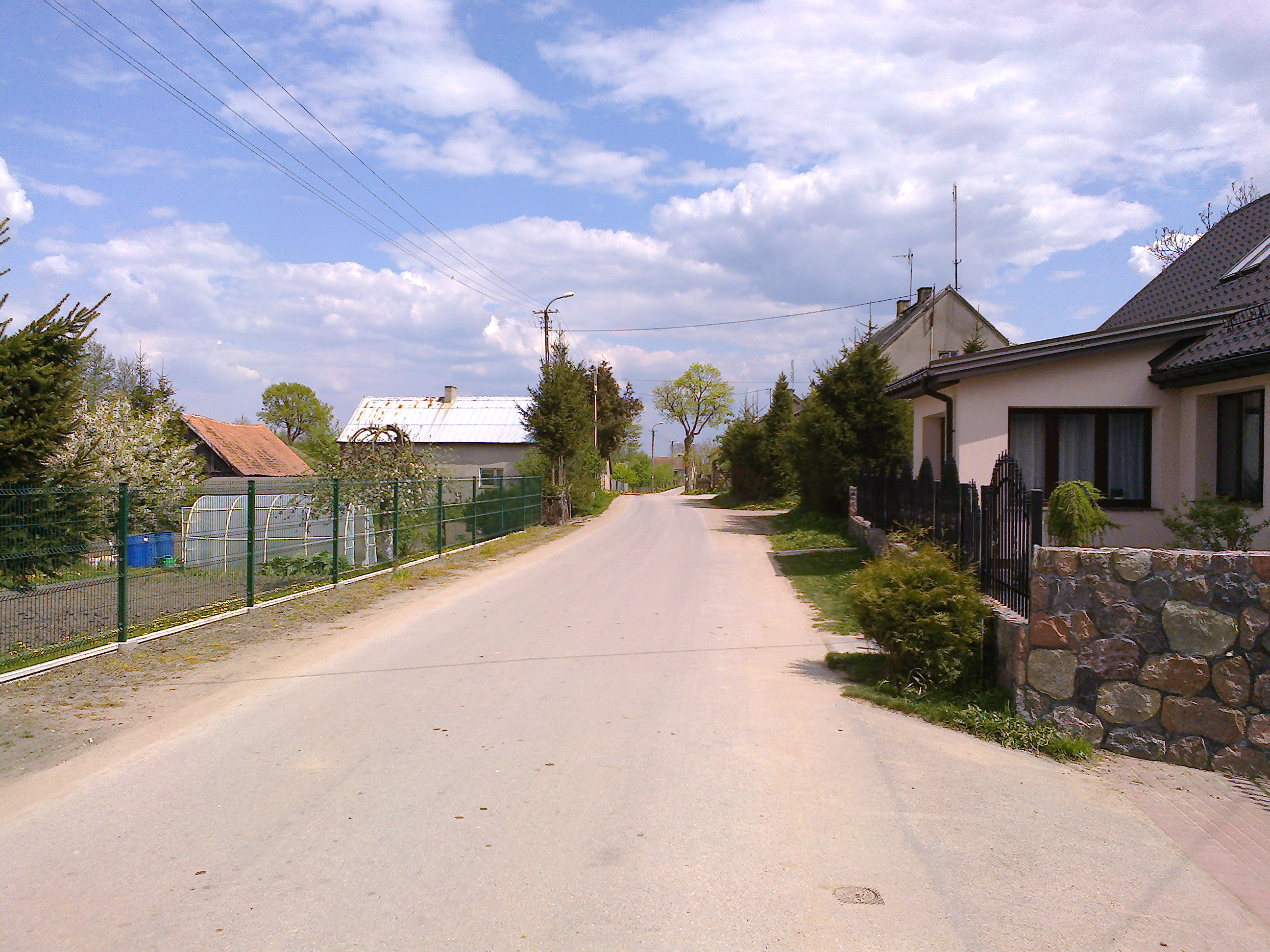
Dorfstraße in Szkody

## Geographische Lage
Szkody liegt im Südosten der Woiwodschaft Ermland-Masuren, 16 Kilometer südöstlich der Kreisstadt Pisz (deutsch Johannisburg).

## Geschichte
Das kleine nach 1579 Sckodden, nach 1785 Skoden und bis 1938 Skodden genannte Dorf wurde 1484 durch den Deutschen Ritterorden mit 38 Hufen nach magdeburgischem Recht gegründet.
Von 1874 bis 1945 war der Ort in den Amtsbezirk Morgen eingegliedert.
Am 1. Dezember 1910 waren in Skodden 321 Einwohner gemeldet. Ihre Zahl stieg bis 1933 auf 324.
Aufgrund der Bestimmungen des Versailler Vertrags stimmte die Bevölkerung im Abstimmungsgebiet Allenstein, zu dem Skodden gehörte, am 11. Juli 1920 über die weitere staatliche Zugehörigkeit zu Ostpreußen (und damit zu Deutschland) oder den Anschluss an Polen ab. In Skodden stimmten 200 Einwohner für den Verbleib bei Ostpreußen, auf Polen entfielen keine Stimmen.
Aus politisch-ideologischen Gründen der Abwehr fremdländisch klingender Ortsnamen wurde Skodden am 3. Juni (amtlich bestätigt am 16. Juli) 1938 in „Schoden (Ostpr.)“ umbenannt. Die Einwohnerzahl belief sich 1939 auf 301.
Als 1945 in Kriegsfolge das gesamte südlich Ostpreußen an Polen überstellt wurde, war auch Skodden resp. Schoden davon betroffen. Das Dorf erhielt die polnische Namensform „Szkody“. Es ist heute Sitz eines Schulzenamtes (polnisch Sołectwo) und somit eine Ortschaft im Verbund der Stadt- und Landgemeinde Biała Piska (Bialla, 1938 bis 1945 Gehlenburg) im Powiat Piski, bis 1998 der Woiwodschaft Suwałki, seither der Woiwodschaft Ermland-Masuren zugehörig. Im Jahre 2011 belief sich die Einwohnerzahl Szkodys auf 309.

## Kirche
Bis 1945 war Skodden in die evangelische Kirche Bialla (1938 bis 1945 Gehlenburg, polnisch Biała Piska) in der Kirchenprovinz Ostpreußen der Kirche der Altpreußischen Union sowie in die römisch-katholische Kirche Johannisburg (polnisch Pisz) im Bistum Ermland eingepfarrt.
Heute gehört Szkody katholischerseits zur Pfarrei Biała Piska im Bistum Ełk der Römisch-katholischen Kirche in Polen. Auch die evangelischen Einwohner sind nach Biała Piska hin orientierte, deren Kirchengemeinde jetzt eine Filialgemeinde der Pfarrei Pisz in der Diözese Masuren der Evangelisch-Augsburgischen Kirche in Polen ist.

## Schule
Im Jahre 1820 wurde Skodden ein Schulort.

## Verkehr
Szkody liegt an einer Nebenstraße, die von Biała Piska über Kumielsk nach Grodzisko (deutsch Grodzisko, 1932 bis 1945 Burgdorf) und von dort weiter als Kreisstraße („Droga powiatowa“) bis nach Żebry in der Woiwodschaft Podlachien verläuft. Außerdem enden zwei Landwege von Kózki (Kosken) bzw. Szkody-Kolonia (Friedensruh) kommend in Szkody. 